# Adrián Pica
Adrián Pica, pseudonimo di Adrián Lapiedra Hernández (Alba de Tormes, 25 aprile 2002), è un calciatore spagnolo, difensore del Mirandés in prestito dall'Alavés.

## Carriera
Pica ha iniziato la sua carriera con il Guijuelo dove ha debuttato il 21 marzo 2021 nell'incontro di Segunda División B perso 1-0 contro il Racing Ferrol. Nel 2022 è stato acquistato dal Mirandés, dove ha trascorso una squadra con la squadra B prima di far ritorno al Guijuelo.
Il 17 luglio 2024 è stato acquistato dall'Alavés, che lo ha inizialmente assegnato alla squadra B. Ha fatto il suo esordio in prima squadra il 28 agosto nell'incontro di Primera División vinto 2-1 contro la Real Sociedad.
Il 2 luglio 2025 ritorna, questa volta in prestito,  al Mirandés.

## Statistiche

### Presenze e reti nei club
Statistiche aggiornate al 1º novembre 2024
| Stagione        | Squadra         | Campionato      | Campionato | Campionato | Coppe nazionali | Coppe nazionali | Coppe nazionali | Coppe continentali | Coppe continentali | Coppe continentali | Altre coppe | Altre coppe | Altre coppe | Totale | Totale | Totale |
| Stagione        | Squadra         | Comp            | Pres       | Reti       | Comp            | Pres            | Reti            | Comp               | Pres               | Reti               | Comp        | Pres        | Reti        | Pres   | Reti   |        |
| --------------- | --------------- | --------------- | ---------- | ---------- | --------------- | --------------- | --------------- | ------------------ | ------------------ | ------------------ | ----------- | ----------- | ----------- | ------ | ------ | ------ |
| 2020-2021       | Guijuelo        | SDB             | 2          | 0          | CR              | 0               | 0               | -                  | -                  | -                  | -           | -           | -           | 2      | 0      |        |
| 2021-2022       | Guijuelo        | SDR             | 20         | 1          | CR              | 1               | 0               | -                  | -                  | -                  | -           | -           | -           | 21     | 1      |        |
| 2022-2023       | Mirandés B      | SF              | 26         | 1          | -               | -               | -               | -                  | -                  | -                  | -           | -           | -           | 26     | 1      |        |
| 2023-2024       | Guijuelo        | SF              | 34         | 1          | CR              | 1               | 0               | -                  | -                  | -                  | -           | -           | -           | 35     | 1      |        |
| 2024-2025       | Alavés B        | TF              | 2          | 0          | -               | -               | -               | -                  | -                  | -                  | -           | -           | -           | 2      | 0      |        |
| 2024-2025       | Alavés          | PD              | 5          | 0          | CR              | 1               | 0               | -                  | -                  | -                  | -           | -           | -           | 6      | 0      |        |
| Totale carriera | Totale carriera | Totale carriera | 89         | 3          |                 | 3               | 0               |                    | -                  | -                  |             | -           | -           | 92     | 3      |        |